# Acrocomia media
Acrocomia media är en enhjärtbladig växtart som beskrevs av Orator Fuller Cook. Acrocomia media ingår i släktet Acrocomia och familjen Arecaceae. Inga underarter finns listade i Catalogue of Life.

## Bildgalleri

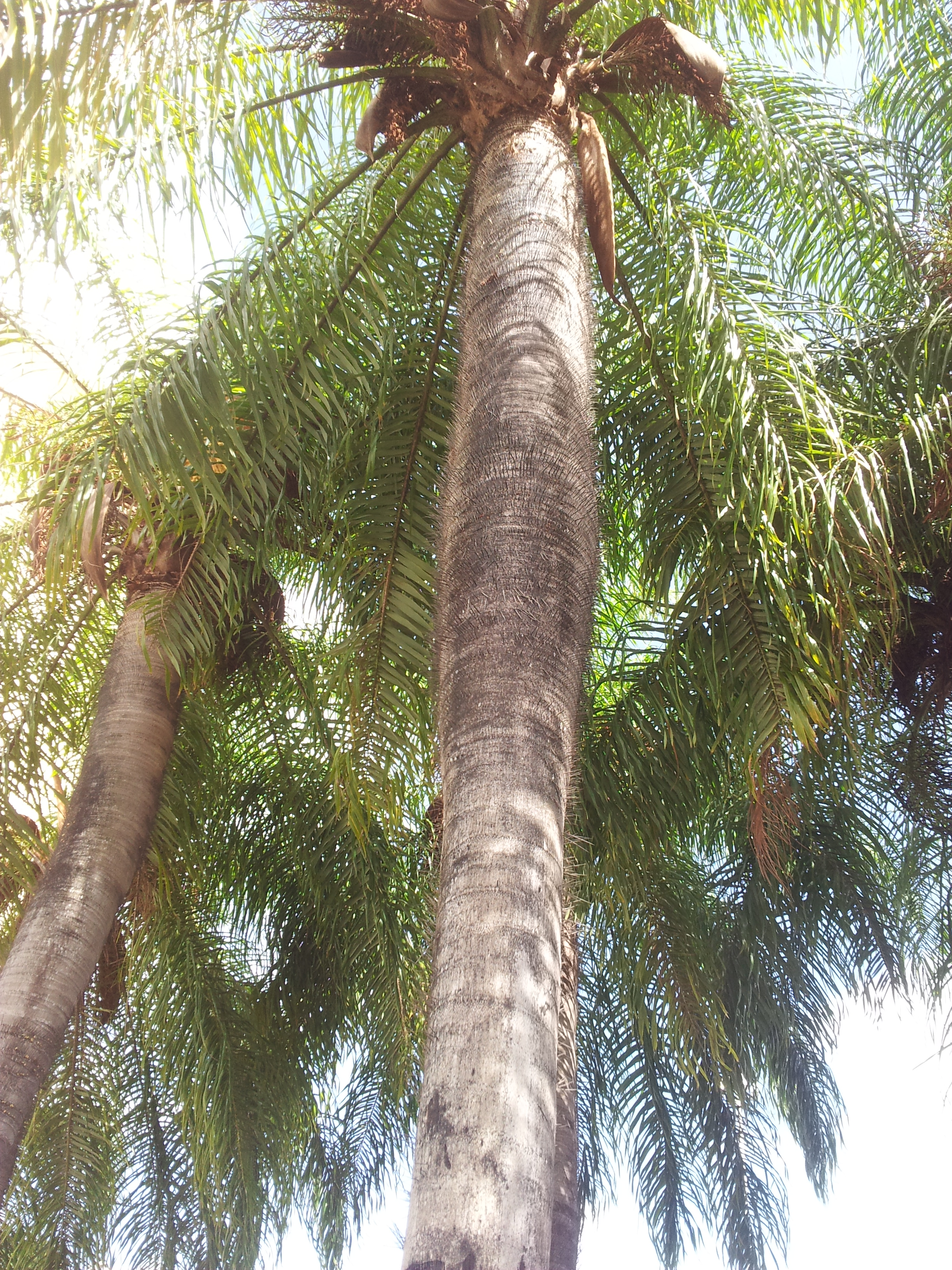
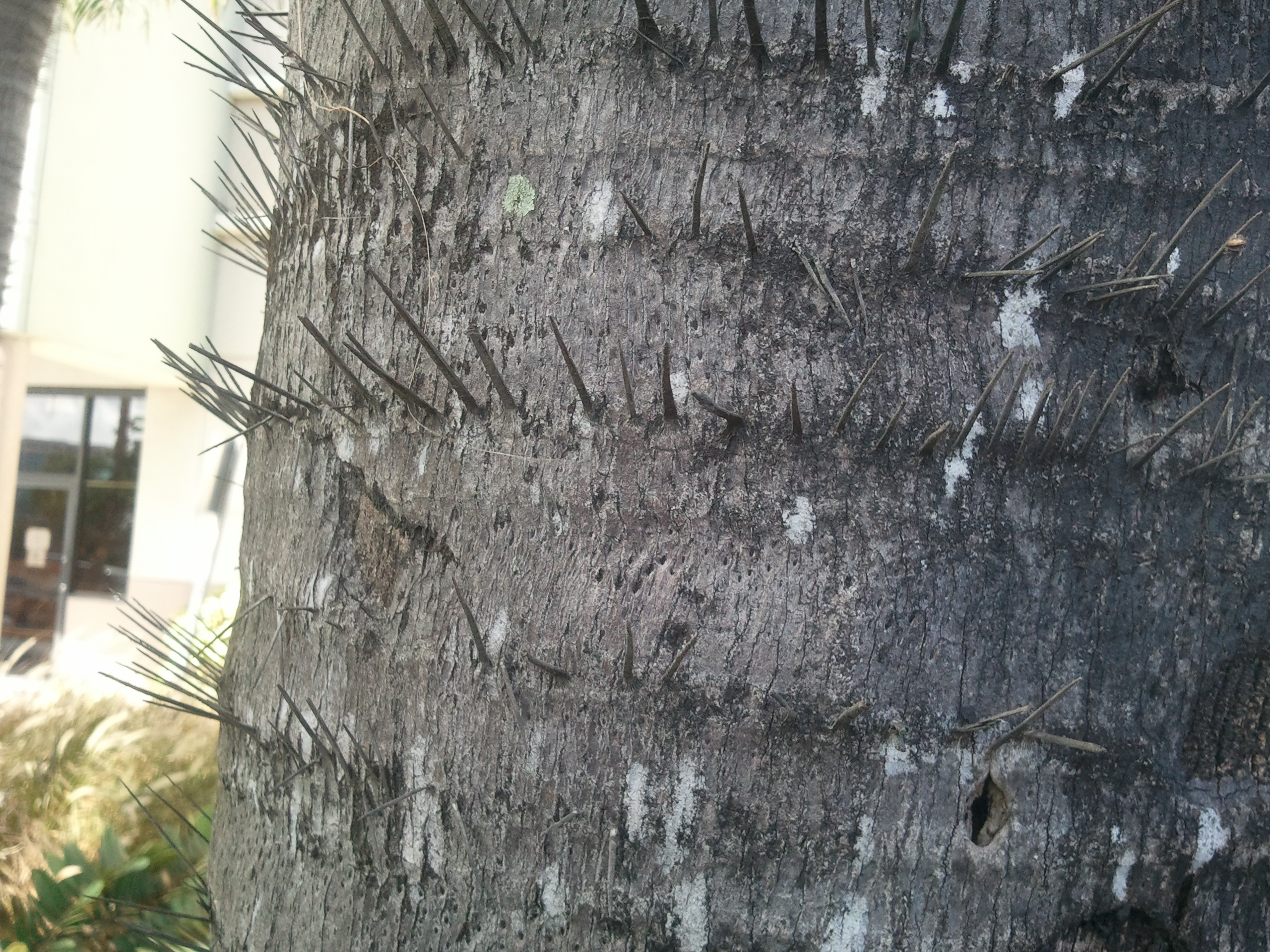